# Liga ACB 1983-84
La temporada 1983-84 de la Liga ACB tuvo lugar desde el 11 de septiembre de 1983 hasta el 11 de abril de 1984, y fue la primera temporada celebrada de la Liga ACB. Dicho campeonato se creó con la intención de profesionalizar por completo el baloncesto en España. En ella participaron 16 equipos.
El modelo de campeonato inicial estaba basado en la Liga italiana de baloncesto, que consiste en liga regular por grupos y un playoff para decidir el campeón. Anteriormente, la liga de baloncesto constaba solo de una fase regular. Los empates se eliminan, y si un partido termina sin vencedor se va a la prórroga. 
Además, se permitía por vez primera que cada equipo contase con dos plazas para jugadores extranjeros en su plantilla. Anteriormente, los jugadores extranjeros debían estar nacionalizados para poder jugar en la Liga Nacional, siendo este el caso de deportistas como Chicho Sibilio (Barcelona).
En la fase regular había dos grupos de ocho equipos cada uno. Su distribución se realizaba sobre la base de la clasificación del año pasado, con un grupo impar (primero, tercero, quinto...) y un grupo par (segundo, cuarto, sexto...) que jugaban entre sí a ida y vuelta. Después había una segunda fase regular, con un Grupo A-1 en el que estaban dentro los cuatro mejores de cada grupo, y un Grupo A-2 en el que estaban los cuatro peores. Todos los equipos del A-1 más los cuatro primeros del A-2 pasan a los 'playoff', mientras que los cuatro últimos del A-2 lucharán por la permanencia. Los cuatro primeros del grupo A-1 quedan exentos de la ronda preliminar.
El campeón de la Liga ACB fue el Real Madrid, que venció por 2-1 en el parcial al FC Barcelona. En el segundo partido de la final, Mike Davis dio un codazo a Iturriaga durante un bloqueo. Este dio un codazo al jugador del Barcelona en la cara. A continuación, Davis propinó un puñetazo en la cara a Iturriaga y en la posterior tangana el jugador barcelonista y Fernando Martín se enzarzaron en una pelea. Los tres jugadores fueron expulsados del partido. A consecuencia de estos hechos, Fernando Martín fue sancionado con tres partidos, Mike Davis con seis partidos e Iturriaga con una multa. El equipo catalán no asistió al último partido, en protesta por la decisión del Comité de Competición, de modo que el Real Madrid venció por incomparecencia.

## Equipos participantes
| Club                     | Ciudad                  | Estadio                              | Capacidad |
| ------------------------ | ----------------------- | ------------------------------------ | --------- |
| FC Barcelona             | Barcelona               | Palau Blaugrana                      | 5.500     |
| Real Madrid              | Madrid                  | Pabellón Ciudad Deportiva            | 4.000     |
| Cacaolat Granollers      | Granollers              | Municipal de Granollers              | 2.000     |
| CAI Zaragoza             | Zaragoza                | Pabellón Municipal de Deportes       | 3.500     |
| Fórum Filatélico         | Valladolid              | Polideportivo Huerta del Rey         | 3.800     |
| Joventut Massana         | Badalona                | Pabellón del Joventut                | 4.000     |
| Ebro Manresa             | Manresa                 | Pabellón Congost                     | 4.000     |
| Estudiantes Caja Postal  | Madrid                  | Polideportivo Magariños              | 2.500     |
| OAR Ferrol               | Ferrol                  | Pabellón Municipal Punta Arnela      | 5.500     |
| Caja de Ronda            | Málaga                  | Pabellón Deportivo Ciudad Jardín     | 4.000     |
| Arabatxo Baskonia        | Vitoria                 | Mendizorroza                         | 3.000     |
| Peñas Recreativas Huesca | Huesca                  | Municipal de Huesca                  | 2.500     |
| Cajamadrid               | Alcalá de Henares       | Municipal de Alcalá                  | 3.000     |
| Licor 43                 | Santa Coloma            | Municipal de Santa Coloma            | 4.500     |
| Hospitalet-ATO           | Hospitalet de Llobregat | Complejo deportivo L'Hospitalet Nord | 2.000     |
| Cafisa Canarias          | La Laguna               | Pabellón Colegio Luther King         | 3.000     |

## Liga regular

### Primera fase
| Pos | Equipo                   | J  | G  | P  | PF   | PC   |
| --- | ------------------------ | -- | -- | -- | ---- | ---- |
| 1   | Joventut Massana         | 14 | 13 | 1  | 1270 | 1094 |
| 2   | FC Barcelona             | 14 | 12 | 2  | 1423 | 1176 |
| 3   | Cacaolat Granollers      | 14 | 11 | 3  | 1180 | 1071 |
| 4   | OAR Ferrol               | 14 | 6  | 8  | 1100 | 1102 |
| 5   | Caja de Ronda            | 14 | 5  | 9  | 1215 | 1283 |
| 6   | Cafisa Canarias          | 14 | 4  | 10 | 1223 | 1347 |
| 7   | Peñas Recreativas Huesca | 14 | 3  | 11 | 1100 | 1246 |
| 8   | Ebro Manresa             | 14 | 2  | 12 | 1104 | 1306 |

| Pos | Equipo                      | J  | G  | P  | PF   | PC   |
| --- | --------------------------- | -- | -- | -- | ---- | ---- |
| 1   | Real Madrid                 | 14 | 12 | 2  | 1377 | 1092 |
| 2   | CAI Zaragoza                | 14 | 10 | 4  | 1241 | 1203 |
| 3   | Cajamadrid                  | 14 | 10 | 4  | 1272 | 1254 |
| 4   | Arabatxo Baskonia           | 14 | 6  | 8  | 1188 | 1244 |
| 5   | Estudiantes Caja Postal     | 14 | 5  | 9  | 1205 | 1255 |
| 6   | Licor 43 Santa Coloma       | 14 | 5  | 9  | 1186 | 1284 |
| 7   | Hospitalet-ATO              | 14 | 5  | 9  | 1144 | 1204 |
| 8   | Fórum Filatélico Valladolid | 14 | 3  | 11 | 1254 | 1367 |

J = Partidos Jugados; G = Partidos Ganados; P = Partidos perdidos; PF = Puntos a favor; PC = Puntos en contra

### Segunda fase
| Pos | Equipo              | J  | G  | P  | PF   | PC   |
| --- | ------------------- | -- | -- | -- | ---- | ---- |
| 1   | Real Madrid         | 14 | 13 | 1  | 1313 | 1123 |
| 2   | FC Barcelona        | 14 | 12 | 2  | 1423 | 1276 |
| 3   | Cajamadrid          | 14 | 7  | 7  | 1222 | 1249 |
| 4   | Cacaolat Granollers | 14 | 7  | 7  | 1205 | 1212 |
| 5   | Joventut Massana    | 14 | 7  | 7  | 1278 | 1210 |
| 6   | CAI Zaragoza        | 14 | 5  | 9  | 1267 | 1305 |
| 7   | OAR Ferrol          | 14 | 4  | 10 | 1111 | 1244 |
| 8   | Arabatxo Baskonia   | 14 | 1  | 13 | 1199 | 1399 |

| Pos | Equipo                      | J  | G  | P  | PF   | PC   |
| --- | --------------------------- | -- | -- | -- | ---- | ---- |
| 1   | Licor 43 Santa Coloma       | 14 | 13 | 1  | 1267 | 1087 |
| 2   | Caja de Ronda               | 14 | 9  | 5  | 1175 | 1149 |
| 3   | Cafisa Canarias             | 14 | 8  | 6  | 1188 | 1157 |
| 4   | Fórum Filatélico Valladolid | 14 | 7  | 7  | 1252 | 1285 |
| 5   | Estudiantes Caja Postal     | 14 | 7  | 7  | 1149 | 1138 |
| 6   | Hospitalet-ATO              | 14 | 5  | 9  | 1134 | 1166 |
| 7   | Peñas Recreativas Huesca    | 14 | 4  | 10 | 1117 | 1190 |
| 8   | Ebro Manresa                | 14 | 1  | 13 | 1041 | 1151 |

J = Partidos Jugados; G = Partidos Ganados; P = Partidos perdidos; PF = Puntos a favor; PC = Puntos en contra

## Play Off

### Play Off por el título
| Arabatxo Baskonia | 1 | - | 2 | Licor 43 Santa Coloma       |
| Joventut Massana  | 2 | - | 0 | Fórum Filatético Valladolid |
| CAI Zaragoza      | 2 | - | 0 | Cafisa Canarias             |
| OAR Ferrol        | 2 | - | 0 | Caja de Ronda               |

|  | Cuartos de final        | Cuartos de final |                    |                | Semifinales | Semifinales |  |               | Final | Final |  |
|  |                         |                  |                    |                |             |             |  |               |       |       |  |
|  |                         |                  |                    |                |             |             |  |               |       |       |  |
|  | 1 Real Madrid           | 2                |                    |                |             |             |  |               |       |       |  |
|  | 1 Real Madrid           | 2                |                    |                |             |             |  |               |       |       |  |
|  | 9 Licor 43 Santa Coloma | 1                |                    |                |             |             |  |               |       |       |  |
|  | 9 Licor 43 Santa Coloma | 1                |                    | 1 Real Madrid  | 2           |             |  |               |       |       |  |
|  |                         |                  |                    | 1 Real Madrid  | 2           |             |  |               |       |       |  |
|  |                         |                  | 5 Joventut Massana | 0              |             |             |  |               |       |       |  |
|  | 6 Cacaolat Granollers   | 1                | 5 Joventut Massana | 0              |             |             |  |               |       |       |  |
|  | 6 Cacaolat Granollers   | 1                |                    |                |             |             |  |               |       |       |  |
|  | 3 Joventut Massana      | 2                |                    |                |             |             |  |               |       |       |  |
|  | 3 Joventut Massana      | 2                |                    |                |             |             |  | 1 Real Madrid | 2     |       |  |
|  |                         |                  |                    |                |             |             |  | 1 Real Madrid | 2     |       |  |
|  |                         |                  | 2 FC Barcelona     | 1              |             |             |  |               |       |       |  |
|  | 4 Cajamadrid            | 1                | 2 FC Barcelona     | 1              |             |             |  |               |       |       |  |
|  | 4 Cajamadrid            | 1                |                    |                |             |             |  |               |       |       |  |
|  | 5 CAI Zaragoza          | 2                |                    |                |             |             |  |               |       |       |  |
|  | 5 CAI Zaragoza          | 2                |                    | 2 FC Barcelona | 2           |             |  |               |       |       |  |
|  |                         |                  |                    | 2 FC Barcelona | 2           |             |  |               |       |       |  |
|  |                         |                  | 6 CAI Zaragoza     | 1              |             |             |  |               |       |       |  |
|  | 2 FC Barcelona          | 2                | 6 CAI Zaragoza     | 1              |             |             |  |               |       |       |  |
|  | 2 FC Barcelona          | 2                |                    |                |             |             |  |               |       |       |  |
|  | 7 OAR Ferrol            | 0                |                    |                |             |             |  |               |       |       |  |
|  | 7 OAR Ferrol            | 0                |                    |                |             |             |  |               |       |       |  |
|  |                         |                  |                    |                |             |             |  |               |       |       |  |

| Campeón de la Liga ACB 1983-84 |
| ------------------------------ |
| Real Madrid Primer título      |

### Play Off por la permanencia
| Estudiantes Caja Postal | 2 | - | 0 | Ebro Manresa             |
| Hospitalet-ATO          | 1 | - | 2 | Peñas Recreativas Huesca |
| Estudiantes Caja Postal | 2 | - | 1 | Peñas Recreativas Huesca |

Por lo que Estudiantes Caja Postal consigue la permanencia. Los otros tres equipos descienden a Primera B.

## Clasificación final
(Solo se cuentan los partidos de la Liga regular)
| Pos | Equipo                   | J  | G  | P  |
| --- | ------------------------ | -- | -- | -- |
| 1   | Real Madrid              | 28 | 25 | 3  |
| 2   | FC Barcelona             | 28 | 24 | 4  |
| 3   | Joventut Massana         | 28 | 20 | 8  |
| 4   | CAI Zaragoza             | 28 | 15 | 13 |
| 5   | Cajamadrid               | 28 | 17 | 11 |
| 6   | Cacaolat Granollers      | 28 | 18 | 10 |
| 7   | OAR Ferrol               | 28 | 10 | 18 |
| 8   | Licor 43 Santa Coloma    | 28 | 18 | 10 |
| 9   | Arabatxo Baskonia        | 28 | 7  | 21 |
| 10  | Caja de Ronda            | 28 | 14 | 14 |
| 11  | Cafisa Canarias          | 28 | 12 | 16 |
| 12  | Fórum Filatélico         | 28 | 10 | 18 |
| 13  | Estudiantes Caja Postal  | 28 | 12 | 16 |
| 14  | Peñas Recreativas Huesca | 28 | 7  | 21 |
| 15  | Hospitalet-ATO           | 28 | 10 | 18 |
| 16  | Ebro Manresa             | 28 | 5  | 23 |

|  | Campeón, Copa de Europa         |
|  | Clasificados para la Recopa     |
|  | Clasificados para la Copa Korać |
|  | Descienden a Primera B          |

Ascienden a Liga ACB: RCD Español (Barcelona), Breogán Caixa Galicia (Lugo), Atlético de Madrid-Collado Villalba (Collado Villalba)